# Lealisti (rivoluzione americana)
I lealisti furono i coloni americani che rimasero fedeli al regno di Gran Bretagna e alla monarchia durante la guerra d'indipendenza americana.

## Storia
Erano spesso chiamati col nome di Tories, Royalists oppure Uomini del Re dai rivoluzionari (ovvero da coloro che sostenevano la causa americana). Molti lealisti, avendo una difficile condizione di vita nelle mani dei patrioti americani, abbandonarono le colonie e si stabilirono nel Nord America Britannico (in posti come il Canada, dove presero il nome di Lealisti dell'Impero Unito) oppure nelle Indie occidentali britanniche (come le Bahamas). Tra loro vi erano anche i Black Loyalists.
Gli storici hanno stimato che erano lealisti tra il 15 e il 20% della popolazione. Lo storico Robert Middlekauff stima che circa 500 000 coloni (ovvero il 19% della popolazione bianca) rimasero fedeli alla Gran Bretagna.